# Microsoft Lumia 550
De Microsoft Lumia 550 is een smartphone van het Amerikaanse bedrijf Microsoft Mobile Oy. Het is Microsofts lowbudgettoestel met Windows 10 Mobile. De Lumia 550 werd aangekondigd langs de duurdere Lumia 950 en 950 XL.
De Lumia 550 was beschikbaar in twee verschillende kleuren.

## Root access
In 2015 werd er door ethisch hacker Rene Lergner, beter bekend onder alias Heathcliff74, een hack ontwikkeld waardoor tweede generatie Lumia's met Windows Phone 8 konden worden geroot. Deze versie was nog niet compatibel met de Lumia Icon en Lumia 1520. Ook nieuwere Lumia's werkten niet. Via een applicatie genaamd Windows Phone Internals kon de bootloader worden ontgrendeld en werd het dus mogelijk om niet-geautoriseerde code uit te voeren. De ontdekkingen werden goed ontvangen door anderen, zo konden er aanpassingen gemaakt worden. Begin 2018 werd versie 2 uitgebracht die ook werkte met Windows 10 Mobile en de nieuwere Lumia's. Deze versie werd later open source.

## Specificaties
| Modellen                 | Modellen                      | Lumia 550                           |
| Introductie              | Introductie                   | 6 oktober 2015                      |
| Originele OS versie      | Originele OS versie           | Windows 10 Mobile {1511}            |
| Hoogste OS versie        | Officieel                     | Windows 10 Mobile (1709)            |
| Hoogste OS versie        | Insider previews              | Windows 10 Mobile (1709)            |
| Productie codenaam       | Productie codenaam            | RM-1127/1128                        |
| Specificaties            | Specificaties                 | Lumia 550                           |
| Afmetingen               | hoogte                        | 136,1 mm                            |
| Afmetingen               | breedte                       | 67,8 mm                             |
| Afmetingen               | dikte                         | 9,9 mm                              |
| Gewicht (g)              | Gewicht (g)                   | 141,9 g                             |
| Volume (cm3)             | Volume (cm3)                  | 91 cm3                              |
| Kleuren achterkant       |                               |                                     |
| Kleuren voorkant         |                               |                                     |
| Verwijderbare achterkant | Verwijderbare achterkant      | Ja                                  |
| Scherm                   | Scherm                        | Lumia 550                           |
| Diagonaal (inch)         | Diagonaal (inch)              | 4,7" (11,94 cm)                     |
| Resolutie (pixels)       | Resolutie (pixels)            | 720×1280                            |
| Pixel dichtheid (ppi)    | Pixel dichtheid (ppi)         | 315                                 |
| Schermafmetingen         | hoogte                        | 103,0 mm                            |
| Schermafmetingen         | breedte                       | 58,0 mm                             |
| Screen-to-body-ratio     | Screen-to-body-ratio          | 64,94%                              |
| Kleurweergave            | Kleurdiepte                   | TrueColor 24-bit (16777216 kleuren) |
| Kleurweergave            | DCI-P3-kleurruimte            | Nee                                 |
| ClearBlack polarizer     | ClearBlack polarizer          | Nee                                 |
| Glance scherm            | Glance scherm                 | Ja                                  |
| Gorilla Glass            | Gorilla Glass                 | Gorilla Glass 3                     |
| On-screen taakbalk       | On-screen taakbalk            | Ja                                  |
| Super Sensitive Touch    | Super Sensitive Touch         | Nee                                 |
| Technologie              | Technologie                   | LCD                                 |
| Verversingssnelheid      | Verversingssnelheid           | 60 Hz                               |
| Geheugen/Processor       | Geheugen/Processor            | Lumia 550                           |
| RAM                      | RAM                           | 1 GB                                |
| Opslag                   | Opslag                        | 8 GB                                |
| Uitbreidbaar             | Uitbreidbaar                  | microSD, tot 256 GB                 |
| Processor                | System-on-a-chip              | Qualcomm Snapdragon 210 MSM8909     |
| Processor                | Bit                           | 32 bit                              |
| Processor                | Cores                         | Quad core                           |
| Processor                | Productie-procedé             | 28 nm                               |
| Processor                | ARM-instructieset             | v7                                  |
| Processor                | Kloksnelheid per core (GHz)   | 1,1                                 |
| GPU                      | GPU                           | Adreno 304                          |
| Connectiviteit           | Connectiviteit                | Lumia 550                           |
| Netwerken                | GSM                           | 850/900/1800/1900                   |
| Netwerken                | UMTS                          | Band 1/2/4/5/8                      |
| Netwerken                | LTE Advanced                  | Band 1/2/3/4/5/7/8/12/17/20/28      |
| Bluetooth                | Bluetooth                     | 4.1                                 |
| Wifi                     | Wifi                          | b/g/n                               |
| NFC                      | NFC                           | Nee                                 |
| Gps                      | Gps                           | Ja                                  |
| GLONASS                  | GLONASS                       | Ja                                  |
| Sim                      | Aantal Sims                   | 1                                   |
| Sim                      | Grootte                       | Nano-Sim                            |
| Connectoren              | Audio                         | 3,5mm audio jack                    |
| Connectoren              | Opladen/Gegevensoverdracht    | USB Micro-B 2.0                     |
| Connectoren              | Video                         | Nee                                 |
| FM Radio                 | FM Radio                      | Ja                                  |
| Miracast                 | Miracast                      | Ja                                  |
| Digitale TV              | Digitale TV                   | Nee                                 |
| Continuum                | Continuum                     | Nee                                 |
| Batterij                 | Batterij                      | Lumia 550                           |
| Capaciteit (mAh)         | Capaciteit (mAh)              | 2100                                |
| Model                    | Model                         | BL-T5A 3,7V                         |
| Verwijderbaar            | Verwijderbaar                 | Ja                                  |
| Qi draadloos opladen     | Qi draadloos opladen          | Nee                                 |
| Batterijvermogen (uur)   | Standby                       | 672                                 |
| Batterijvermogen (uur)   | Muziek playback               | 60                                  |
| Batterijvermogen (uur)   | Video playback                | 7,1                                 |
| Batterijvermogen (uur)   | Video opname                  | n/a                                 |
| Batterijvermogen (uur)   | Wifi netwerk browsen          | 10                                  |
| Batterijvermogen (uur)   | 3G netwerk browsen            | n/a                                 |
| Batterijvermogen (uur)   | Beltijd (2G)                  | 16                                  |
| Batterijvermogen (uur)   | Beltijd (3G)                  | 14                                  |
| Batterijvermogen (uur)   | Beltijd (4G)                  | 17                                  |
| Technologie              | Technologie                   | Lithium-ion                         |
| Camera                   | Camera                        | Lumia 550                           |
| Camera aan de voorzijde  | Apertuur                      | ƒ/2,8                               |
| Camera aan de voorzijde  | Megapixel                     | 2                                   |
| Camera aan de voorzijde  | Videoresolutie                | VGA (480×640) in 30 fps             |
| Hoofdcamera              | Autofocus                     | Ja                                  |
| Hoofdcamera              | Apertuur                      | ƒ/2,4                               |
| Hoofdcamera              | 35mm equivalent (mm)          | 28 mm                               |
| Hoofdcamera              | Megapixel                     | 5,0                                 |
| Hoofdcamera              | Sensorgrootte (inch)          | 1/3,4 (7,47 mm)                     |
| Hoofdcamera              | Videoresolutie                | HD (720×1280) in 30 fps             |
| Hoofdcamera              | Carl Zeiss Optics             | Nee                                 |
| Hoofdcamera              | Zoom                          | 2×                                  |
| Hoofdcamera              | Flits                         | Ja                                  |
| Hoofdcamera              | Optische beeldstabilisatie    | Nee                                 |
| Hoofdcamera              | Cameraknop                    | Nee                                 |
| Hoofdcamera              | Digital Negative image format | Nee                                 |
| Sensoren                 | Sensoren                      | Lumia 550                           |
| Windows Hello            | Vingerafdruk Scanner          | Nee                                 |
| Windows Hello            | Infrarood Iris Scanner        | Nee                                 |
| Microfoons               | Microfoons                    | 1                                   |
| Cortana                  | Cortana ondersteuning         | Ja                                  |
| Cortana                  | “Hey Cortana” oproep          | Via tweak                           |
| Accelerometer            | Accelerometer                 | Ja                                  |
| Omgevingslichtdetector   | Omgevingslichtdetector        | Ja                                  |
| Nabijheidssensor         | Nabijheidssensor              | Ja                                  |
| Magnetometer             | Magnetometer                  | Nee                                 |
| Gyroscoop                | Gyroscoop                     | Nee                                 |
| Barometer                | Barometer                     | Nee                                 |
| SensorCore               | SensorCore                    | Ja                                  |

### Modelvarianten
| Naam     | 550             | 550                   |
| Model    | RM-1127         | RM-1128               |
| -------- | --------------- | --------------------- |
| Regio    | Globaal         | Verenigde Staten      |
| 3G       | Band 1/5/8      | Band 1/2/4/5/8        |
| 4G       | Band 1/3/7/8/20 | Band 2/4/5/7/12/17/28 |
| NFC      | Nee             | Nee                   |
| DTV      | Nee             | Nee                   |
| Dual Sim | Nee             | Nee                   |